# Ґжибниця (Кошалінський повіт)
Ґжибниця (пол. Grzybnica, нім. Alt Griebnitz) — село в Польщі, у гміні Маново Кошалінського повіту Західнопоморського воєводства.
Населення — 313 осіб (2011).

## Демографія
Демографічна структура станом на 31 березня 2011 року:
|          | Загалом | Допрацездатний вік | Працездатний вік | Постпрацездатний вік |
| -------- | ------- | ------------------ | ---------------- | -------------------- |
| Чоловіки | 156     | 48                 | 95               | 13                   |
| Жінки    | 157     | 38                 | 90               | 29                   |
| Разом    | 313     | 86                 | 185              | 42                   |